# Władysław Jelski
Władysław Jelski herbu Pielesz odmienny (zm. 30 maja 1762 roku) – starosta piński od 1735 roku, wojski starodubowski w latach 1731-1735, wójt piński w latach 1737-1752, porucznik petyhorski buławy polnej wielkiej litewskiej w 1735 roku.
Jako poseł na sejm zwyczajny pacyfikacyjny 1735 roku z powiatu starodubowskiego i stronnik Augusta III Sasa podpisał uchwałę Rady Generalnej Konfederacji Warszawskiej w 1735 roku.
Poseł na sejm 1748 roku z powiatu pińskiego.